# Outey Ier
 Outey Ier (1672-1696) prince Ang Yong, roi du Cambodge de 1695 à 1696 sous le nom de règne de Outey Reachea « Udayaraja II » et de Reameadhipadei  « Narai Ramathipadi II » et de « Chey Chettha V ».

## Biographie
Fils du roi Kaev Hua II, il devient roi à l'âge de 23 ans après la première abdication de son oncle Chey Chettha IV. Il ne règne que dix mois avant de mourir subitement. Chey Chettha IV reprend alors le pouvoir.

## Postérité
D'une épouse inconnu Outey Ier laisse un fils:
- prince Ang Tong (1692-1757)

## Source
- Achille Dauphin-Meunier Histoire du Cambodge P.U.F Que sais-je ? n°916 Paris 1968.